# シャムロック・ベイ (護衛空母)
シャムロック・ベイ (USS Shamrock Bay, CVE-84) は、アメリカ海軍の護衛空母。カサブランカ級航空母艦の30番艦。艦名はアラスカ州南東部のバラノフ島にあるシャムロック湾 (北緯56度49分38秒 西経135度07分32秒 / 北緯56.827289696719276度 西経135.12552198871822度) に由来する。

## 艦歴
「シャムロック・ベイ」はACV-84（補助空母）として1943年3月15日に海事委任契約の下ワシントン州バンクーバーのカイザー造船所で起工する。1943年6月10日にCVE-84（護衛空母）へ艦種変更され、1944年2月4日にジェームズ・R・ダドレイ夫人によって進水する。1944年3月15日にフランク・T・ワード・ジュニア艦長の指揮下で就役した。

### 1944年
慣熟訓練を終えた後、「シャムロック・ベイ」は6月まで西海岸に残り、パイロットの資格取得訓練に従事。訓練を終えると東海岸へ回航され、カサブランカへ陸海軍の要員輸送を行った。帰途、訓練で使用され、あるいは破損したP-40戦闘機、要修理の航空エンジン、それにビルマ、インドおよび中国戦線で戦ってきたアメリカ陸軍航空軍パイロットなどを乗せてアメリカ本国に戻った。
10月27日にノーフォークに到着して2度目の輸送任務を終えた「シャムロック・ベイ」は、南大西洋方面での対潜掃討の準備を行っていた。しかし、フィリピン戦線において護衛空母群が、神風特別攻撃隊などの攻撃で損害が多くなってきた事から、対潜掃討作戦は取り消された。11月11日、第42混成航空隊 (VC-42) を乗せた「シャムロック・ベイ」は太平洋戦線に向かっていった。
「シャムロック・ベイ」は11月18日にパナマ運河を通過した後、11月27日にサンディエゴに到着。ハワイに進出する第93混成航空隊 (VC-93) を乗せて12月2日に真珠湾に向けて出港し、12月9日に到着。ここで第42混成航空隊と第93混成航空隊が降ろされ、代わりに第94混成航空隊 (VC-94) が配属された。2日後の12月11日、「シャムロック・ベイ」はマヌス島に向けて出港。途中、ジョンストン島に寄港して同島宛の航空機を降ろした後、12月22日にゼーアドラー湾に到着。同地で第7艦隊（トーマス・C・キンケイド中将）に配属された。「シャムロック・ベイ」はこれまで、9機のTBM雷撃機と12機のFM-2戦闘機を定数として載せていたが、それぞれ12機と20機に増加された。

### 1945年
12月31日、「シャムロック・ベイ」は第79.1任務群および第79.2任務群とともにゼーアドラー湾を出撃し、リンガエン湾に向かった。リンガエン湾に近づくほどに神風攻撃の数が増え、1945年1月8日までには護衛空母「オマニー・ベイ (USS Ommaney Bay, CVE-79) 」などが神風攻撃で沈没もしくは大なり小なりの損傷を受けていた。1月8日、この日も朝から神風が艦隊に降り注いた。午前の攻撃で護衛空母「カダシャン・ベイ (USS Kadashan Bay, CVE-76) 」が損傷し、「カダシャン・ベイ」は自艦の航空機を全て収容する事ができなくなったので、そのうちの2機が「シャムロック・ベイ」に着艦した。直後、一式戦闘機が「シャムロック・ベイ」に突入するように見えた。この一式戦は「シャムロック・ベイ」を飛び越えて「キトカン・ベイ (USS Kitkun Bay, CVE-71) 」に向かっていったが、撃墜された。間もなく「キトカン・ベイ」も別の神風の命中を受けて護衛艦とともに後退し、「シャムロック・ベイ」は「キトカン・ベイ」の航空機を収容した。これに伴い、「シャムロック・ベイ」は「キトカン・ベイ」から第77.4.3任務隊旗艦の座を移された。
1月9日から17日までの間、「シャムロック・ベイ」はリンガエン湾沖で上陸部隊支援と空中援護の任務を行い、その数は571回に及んだ。そのうち180回はルソン島上空での作戦だった。1月17日、第77.14任務群に加わってリンガエン湾を後にし、ウルシー環礁に針路を向けた。
ウルシーに帰投後、「シャムロック・ベイ」は第50.8.25任務隊に加わり、上陸部隊と火力支援部隊の援護のため2月16日に硫黄島沖に向けて出撃した。3月まで援護任務を続けた後、3月5日にウルシーに帰投して、次の沖縄戦の準備に入った。3月13日、火力支援部隊の援護でウルシーを出撃し、沖縄島上陸後の4月7日に第52.1.1任務隊に転じて沖縄の日本軍への攻撃を開始した。
「シャムロック・ベイ」は前進根拠地の慶良間諸島で何度か弾薬補給を受けつつ、5月11日まで沖縄戦の支援を遂行し、その後は弾薬や航空機などの補給のためグアムアプラ港に向かった。5月20日、ワード艦長が退任してJ. E. リーパー艦長が着任し、第94混成航空隊は第96混成航空隊 (VC-96) と交代した。5月28日、補給を終えた「シャムロック・ベイ」はアプラ港を出港し、月末には第32.1.1任務隊に合流して任務を再開した。航空支援任務は依然続けられていたが、6月上旬に襲来した台風によって打ち切られ、6月中旬にフィリピンに向かった。
沖縄戦で1,200回も航空機を発進させた「シャムロック・ベイ」は、6月27日にサンペドロ湾 (フィリピン)に帰投。7月前半にギュイアン航空基地に搭載機を移動させ、代わりにオーバーホールでアメリカ本国に送られる航空エンジンを積み込んで7月5日にグアムアプラ港に向けて出港し、グアムに寄港後7月27日にサンディエゴに到着した。第96混成航空隊 (VC-96) を降ろした「シャムロック・ベイ」は、終戦まで行動しなかった。

### 戦後
終戦後、「シャムロック・ベイ」はグアム宛ての陸軍と海軍の航空機を輸送する任務に就き、次いでマジック・カーペット作戦に参加するため、アラメダで航空機を降ろした後、10月20日に真珠湾に向けて出港。第4海兵師団の復員兵を乗せて11月2日にサンディエゴに到着した。「シャムロック・ベイ」は二度目の復員兵輸送任務で沖縄および日本の本州に向かい、1946年1月26日にシアトルに到着した。2月2日にアラメダに回航され、2月7日に不活性化工事を行うため東海岸へ向けて出港した。
「シャムロック・ベイ」は3月1日にボストンに到着し、オーバーホールを受けた後7月6日に退役。その後、1955年6月12日にCVU-84（雑役空母）に艦種変更され、、1958年6月27日に除籍された。1959年11月にスクラップとしてシカゴのハイマン・マイケルズ社にスクラップとして売却された。
「シャムロック・ベイ」は第二次世界大戦の戦功で3つの従軍星章を受章した。